# 佛羅倫斯鎮區 (明尼蘇達州古德休縣)
佛羅倫斯鎮區（英語：Florence Township）是位於美國明尼蘇達州古德休縣的一個行政鎮區。

## 地方資料
佛羅倫斯鎮區的面積為105.10平方千米，當中陸地面積為90.25平方千米，而水域面積為14.85平方千米。根據2020年美國人口普查的數據，當地共有人口1555人，而人口密度為每平方千米14.8人。